# Rio Vermelho (Tocantins)
O rio Vermelho é um curso d'água brasileiro que banha o estado do Tocantins. 
É um dos formadores da região hidrográfica do rio Tocantins, ao compor a Bacia do rio Manuel Alves Grande, rio este que recebe as suas águas, o qual, por sua vez, recebe as águas do rio Gameleira Grande.
Os rios Gameleira Grande, Riozinho, Tabocas e Mateiros são alguns de seus afluentes.